# Binn
Binn (toponimo tedesco) è un comune svizzero di 144 abitanti del Canton Vallese, nel distretto di Goms.

## Geografia fisica
Binn si trova nella valle Binntal.

## Monumenti e luoghi d'interesse

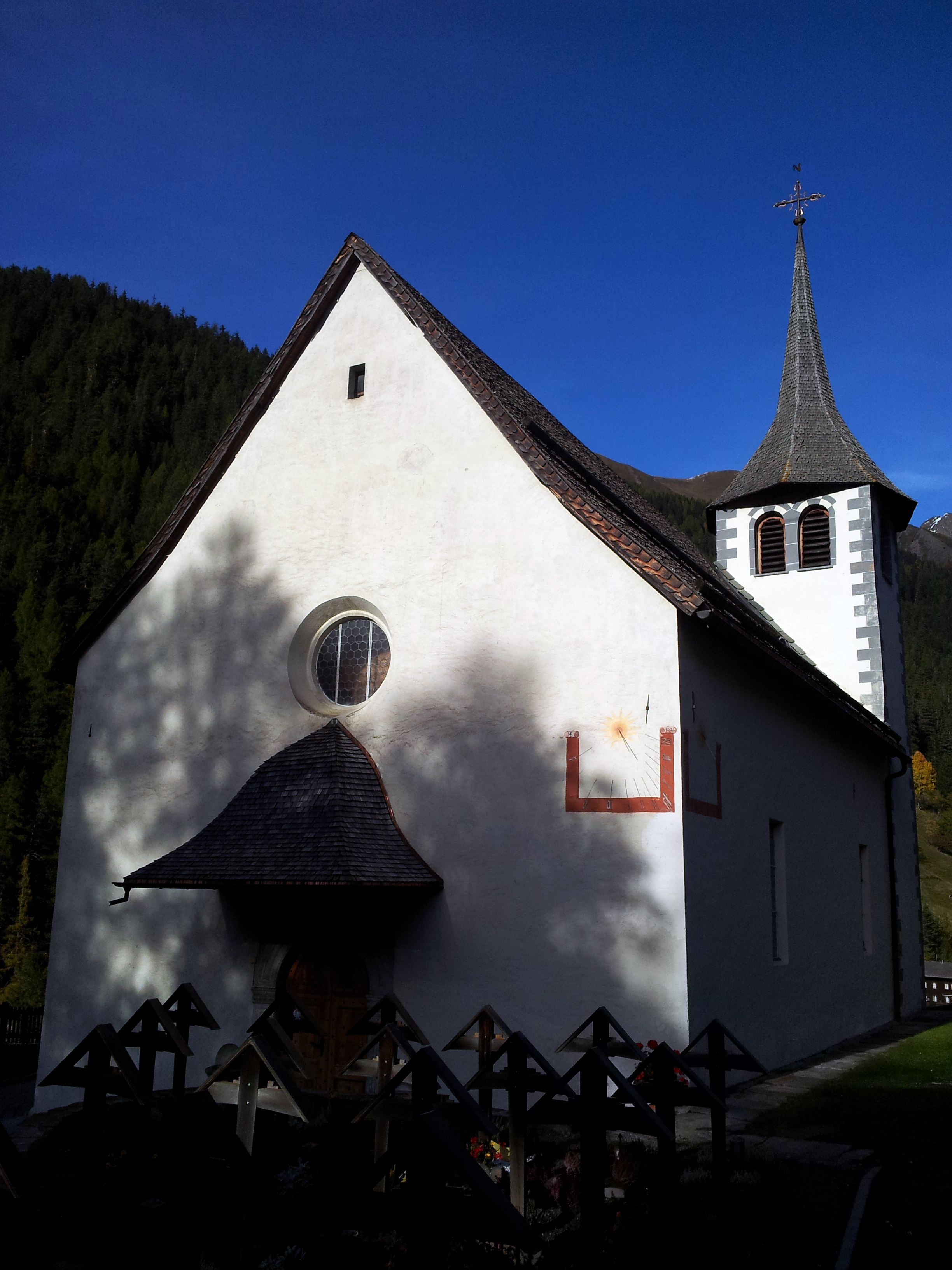
La chiesa di San Michele

- Chiesa parrocchiale cattolica di San Michele in località Wilere, attestata dal 1296-1298[1].

## Infrastrutture e trasporti
Nel territorio comunale si trova la Diga di Zen Binnen.

## Società

### Evoluzione demografica
L'evoluzione demografica è riportata nella seguente tabella:
Abitanti censiti

## Amministrazione
Ogni famiglia originaria del luogo fa parte del cosiddetto comune patriziale e ha la responsabilità della manutenzione di ogni bene ricadente all'interno dei confini del comune.

### Gemellaggi
- Arbon
- Urtenen-Schönbühl
- Baceno